# Olověnský vrch
Olověnský vrch, německy Zienberg, je kopec s nadmořskou výškou 616 m. Olověnský vrch se nachází západně od zaniklé německé vesnice Barnov a východně od zaniklé německé vesnice Rudoltovice, ve Vítkovské vrchovině, v části pohoří Nízkého Jeseníku ve vojenském újezdu Libavá v okrese Olomouc v Olomouckém kraji. V západním úpatí kopce je údolí Malý hub se zaniklou německou osadou, skalami a suťovými svahy. Západně u vrcholové části se nachází cca 1 a 1,5 m vysoká skalní hrana. Vrchol kopce je zalesněn.
Kopec patří do zaniklého barnovsko–rudoltovického revíru olověné rudy s příměsí stříbra. Od středověku bylo v oblasti mnoho dolů. Rozbor rudy z tzv. Olověné štoly František (Františkův důl v Malém hubu) z r. 1887 uvádí 73,5 % olovo, 12,7 % síra, 0,0075 % stříbro.

## Další informace
Protože se kopec nachází ve vojenském prostoru, tak je bez povolení veřejnosti nepřístupný. Obvykle jedenkrát ročně může být místo a jeho okolí přístupné veřejnosti v rámci cyklo-turistické akce Bílý kámen.
Na vrchol kopce nevede žádná cesta, avšak kolem vrcholu vedou vojenské silnice.
Nejbližší vrcholy - Přibližně jiho-jihozápadním směrem se nachází kopec U lomu, jihozápadnín směrem kopec Kozí horka a přibližně severním směrem kopec Kozí hřbet.

## Galerie

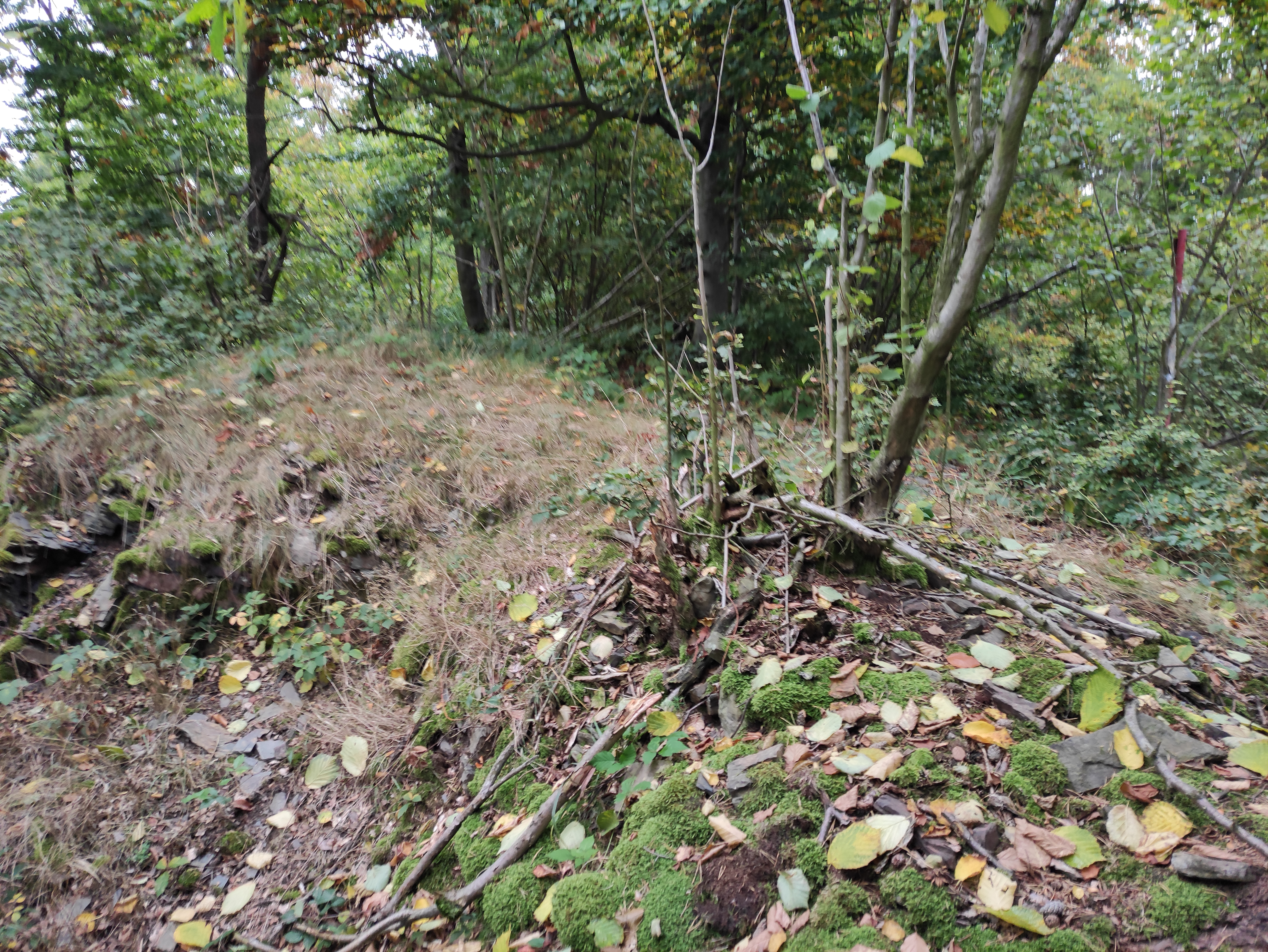
vrchol kopce
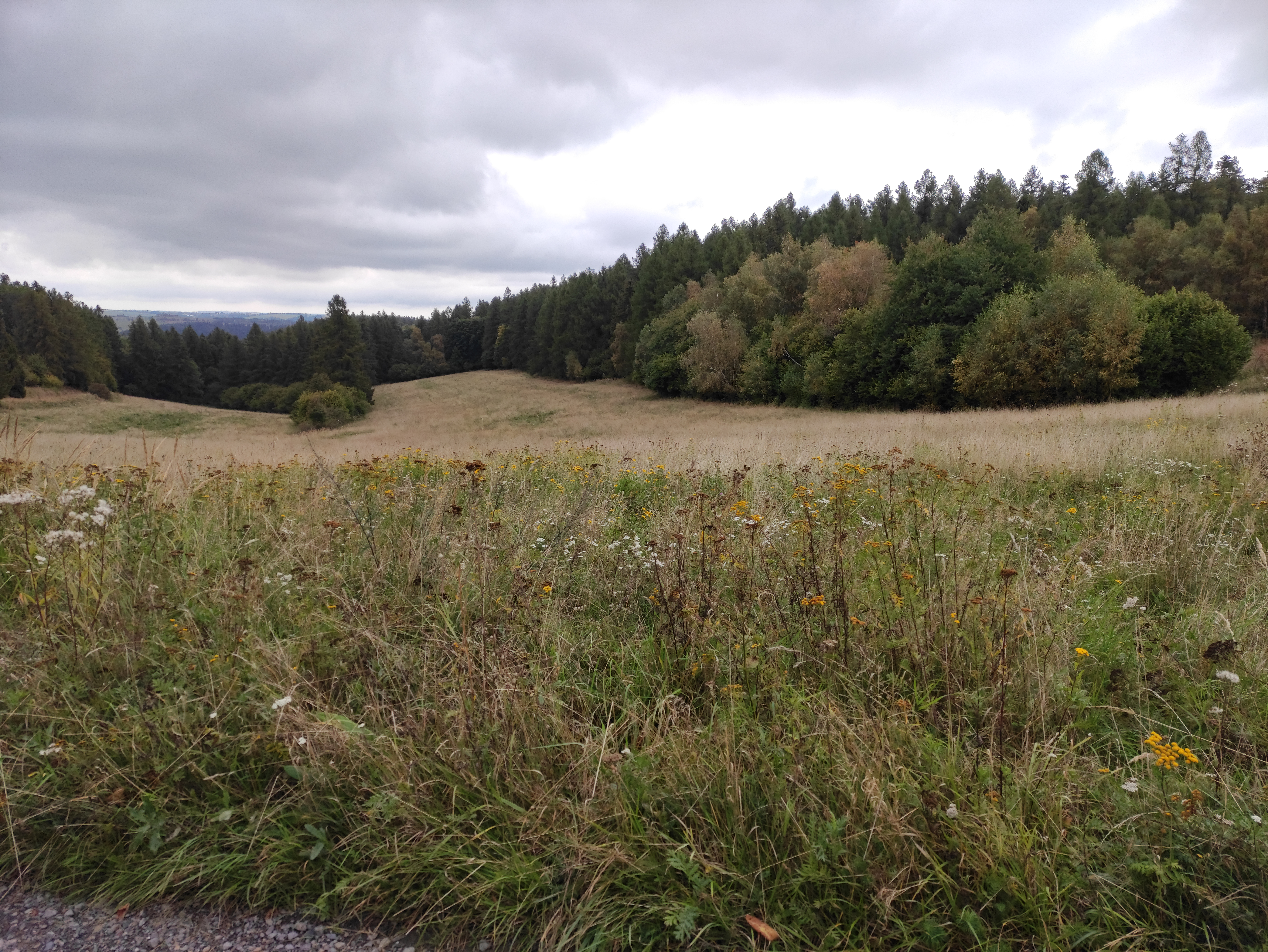
Olověnský vrch a Malý hub
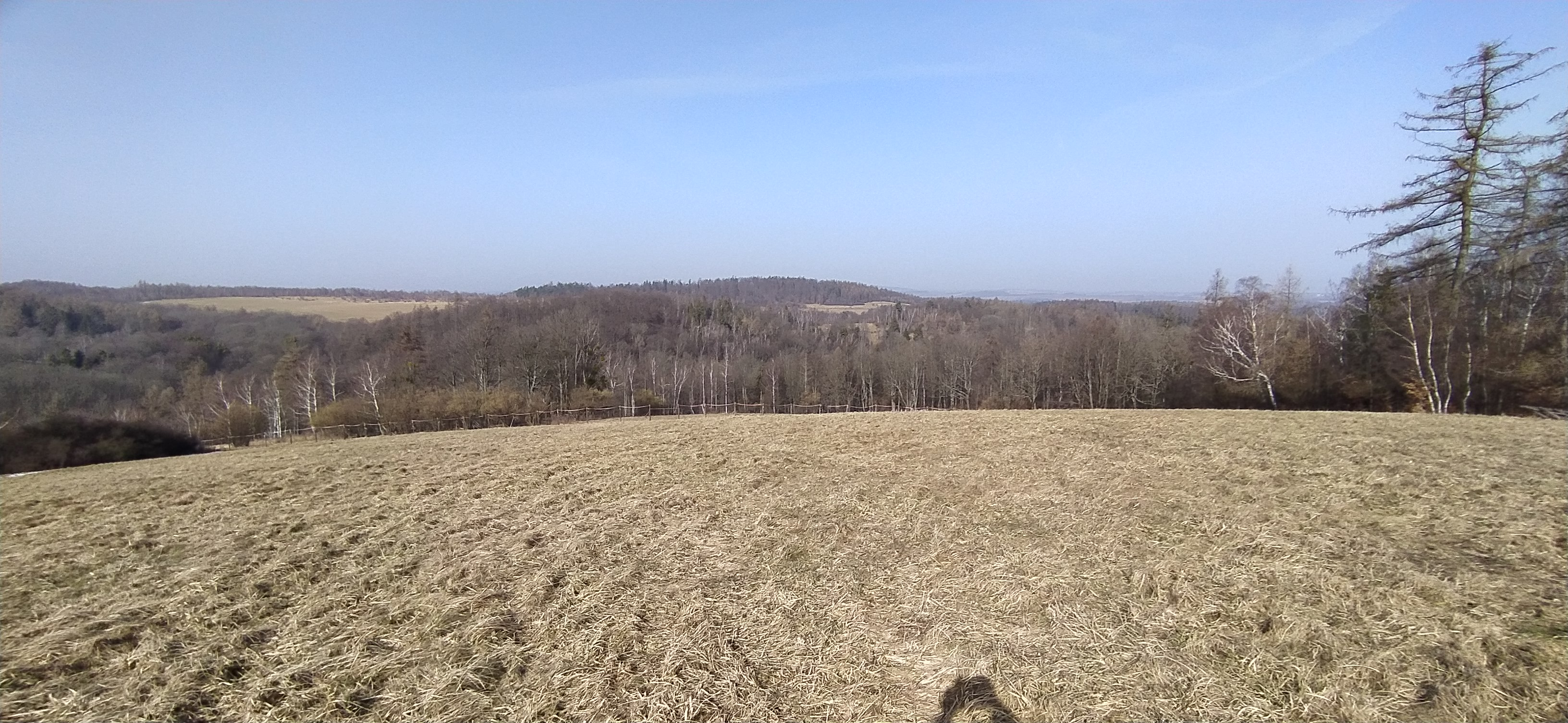
Pohled na Olověnský vrch z vrcholu Kozí horka